# 루이 푸진

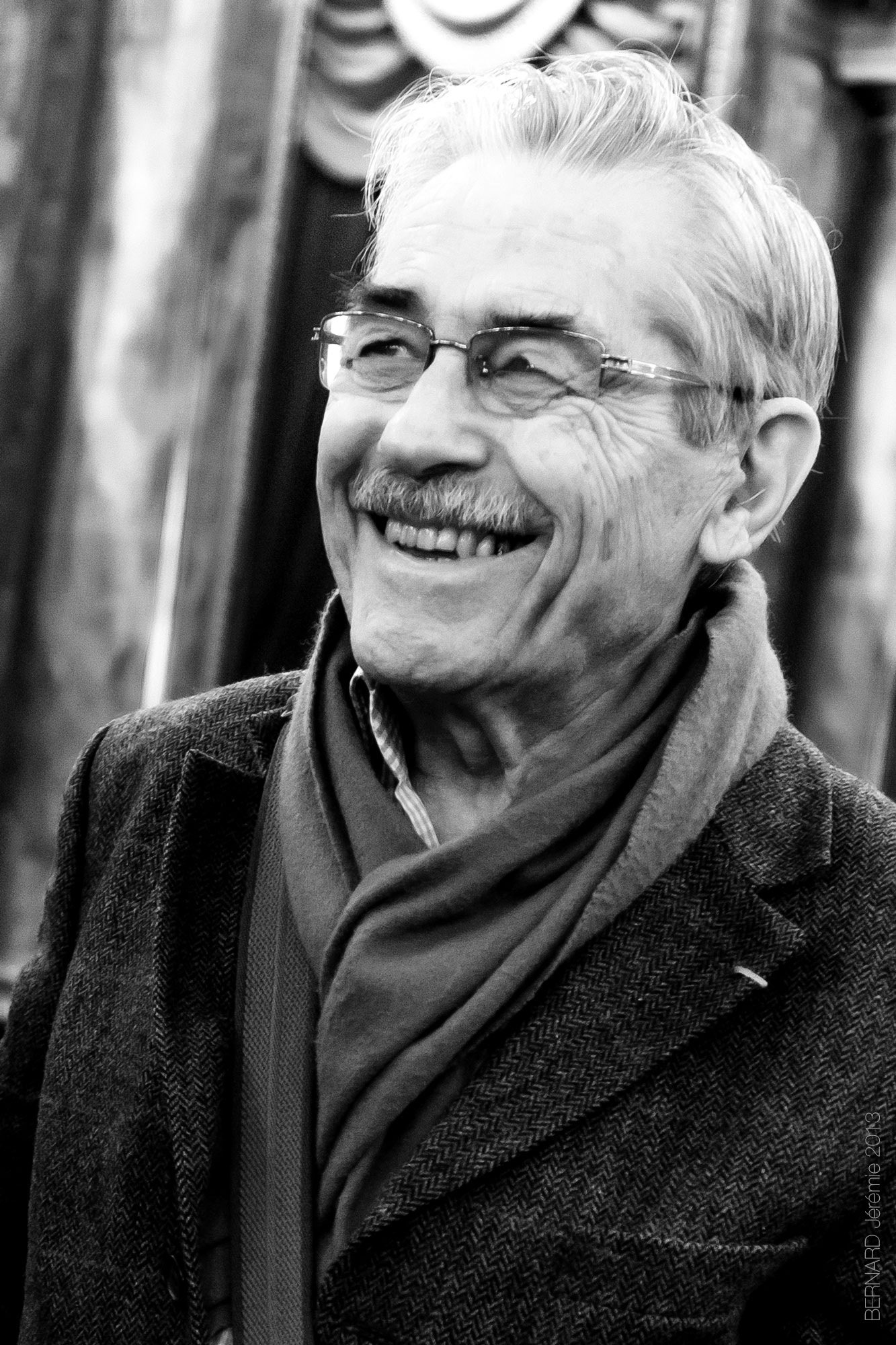
2013년 모습

루이 푸진(Louis Pouzin, 1931년 4월 20일 ~ )은 프랑스의 컴퓨터 과학자이자 인터넷 선구자이다. 1970년대 초 프랑스에서 패킷 통신을 위한 새로운 설계를 구현한 CYCLADES 컴퓨터 네트워크의 개발을 지휘했다. 인터넷 설계의 기본이 된 광역망에서 엔드투엔드 원칙을 최초로 구현한 사람이었다.
이 네트워크는 처음에는 도널드 데이비스 (컴퓨터 과학자)가 구상하고 설명했으며 이후 할버 보트너 바이(Halvor Bothner-By)가 명명하고 루이 푸진이 자신의 개인적인 발명품으로 본 순수 데이터그램 모델의 첫 번째 구현이었다. 푸진의 작업과 그의 동료 휴버트 짐머만(Hubert Zimmerman) 및 제라르 르 란(Gérard Le Lann)의 작업은 인터넷에서 사용되는 프로토콜 제품군인 TCP/IP 설계에 상당한 기여를 한 것으로 빈트 서프로부터 인정을 받았다.

## 같이 보기
- 인터넷의 역사